# Kopfhörer

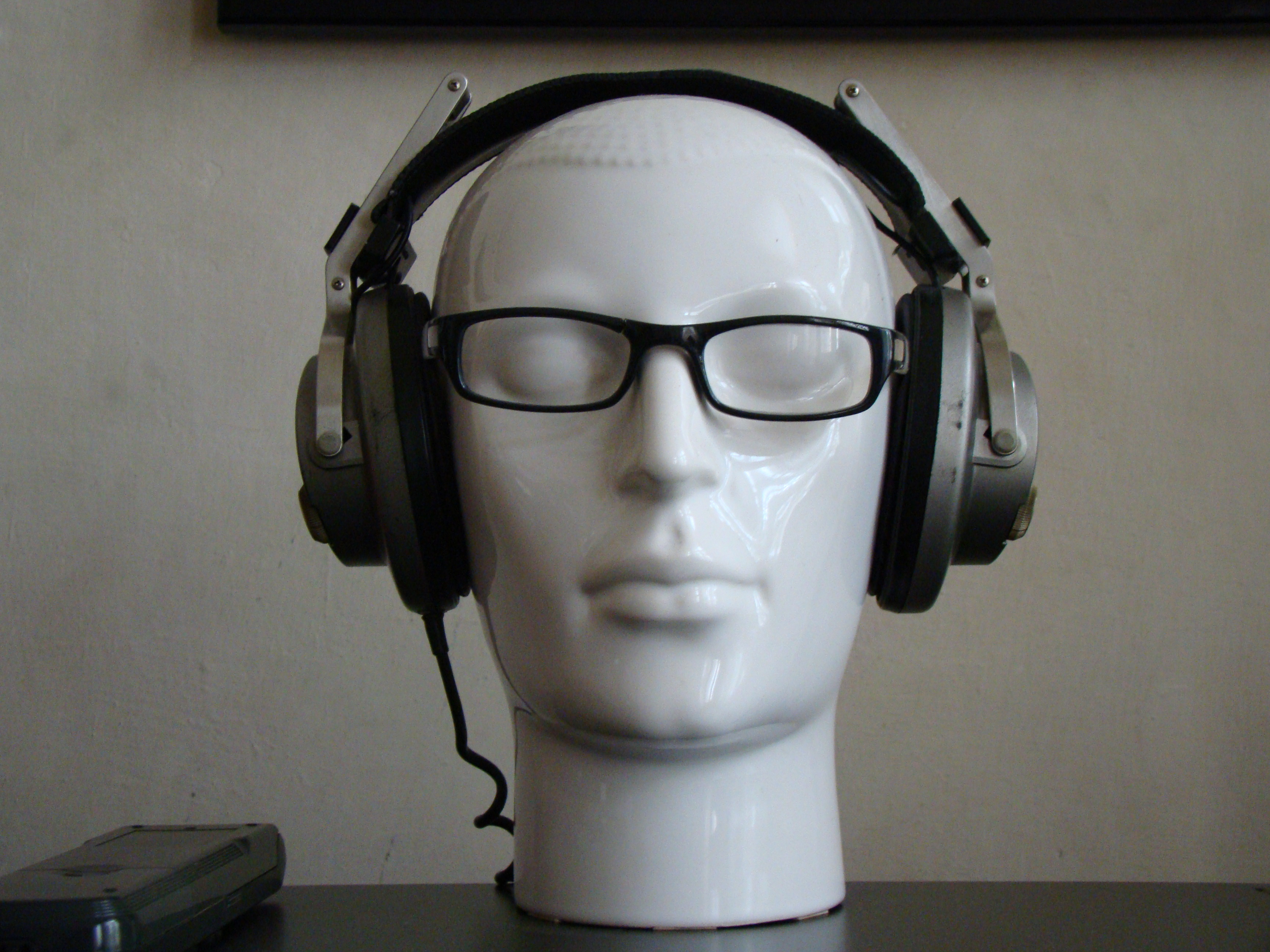
Kopfhörer auf einem Ständer

Kopfhörer sind kleine Schallwandler, die an oder in den Ohren getragen werden. In der Frühzeit des Radios wurde nur über Kopfhörer gehört; allerdings in Mono, d. h., auf beiden Hörkapseln war das gleiche Audiosignal. Es gibt auch Kopfhörer mit nur einer Hörkapsel.
Der Erfinder des Kopfhörers wurde bis heute nicht eindeutig festgestellt. Seit der Erfindung der Telefonie wie auch des Radios wurden kopfhörerähnliche Geräte verwendet. So handelte es sich etwa bei dem Telefon von Alexander Graham Bell bereits um einen Kopfhörer, der allerdings auch als Mikrofon diente und daher bei der Benutzung abwechselnd zwischen Mund und Ohr hin und her bewegt werden musste. Einige Quellen deuten auf den US-Amerikaner Nathaniel Baldwin als Erfinder des Kopfhörers. Baldwin (1878–1961), Gründer und Inhaber der Baldwin Radio Company in Salt Lake City, brachte 1910 seine „Baldy Phones“ genannten Kopfhörer auf den Markt.
Bekannte Hersteller von Kopfhörern sind unter anderem AKG, Apple, Audio-Technica, Bang & Olufsen, Beats, Beyerdynamic, Bose, Bowers & Wilkins, Denon, Jabra, JBL, KOSS, Philips, Pioneer, Sennheiser, Sony und Yamaha.
Eine Spezialform ist der Knochenschall-Hörer, der Schwingungen an einen Knochen des Kopfes abgibt, die dann das Ohr wahrnimmt.

## Bauformen
- Ohrhörer

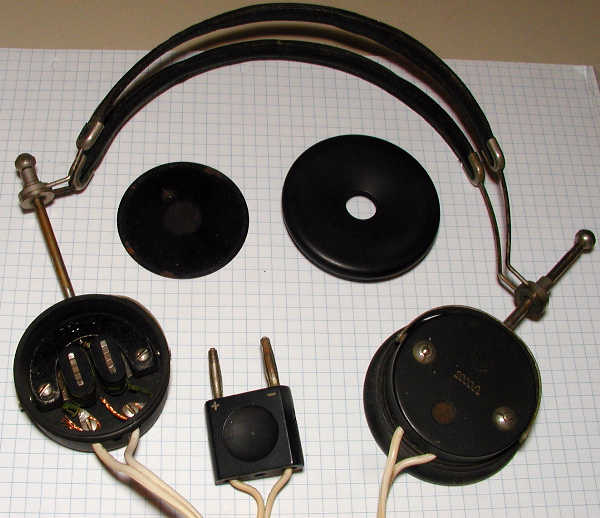
Alte Bauform eines magnetischen Kopfhörers für Detektorempfänger

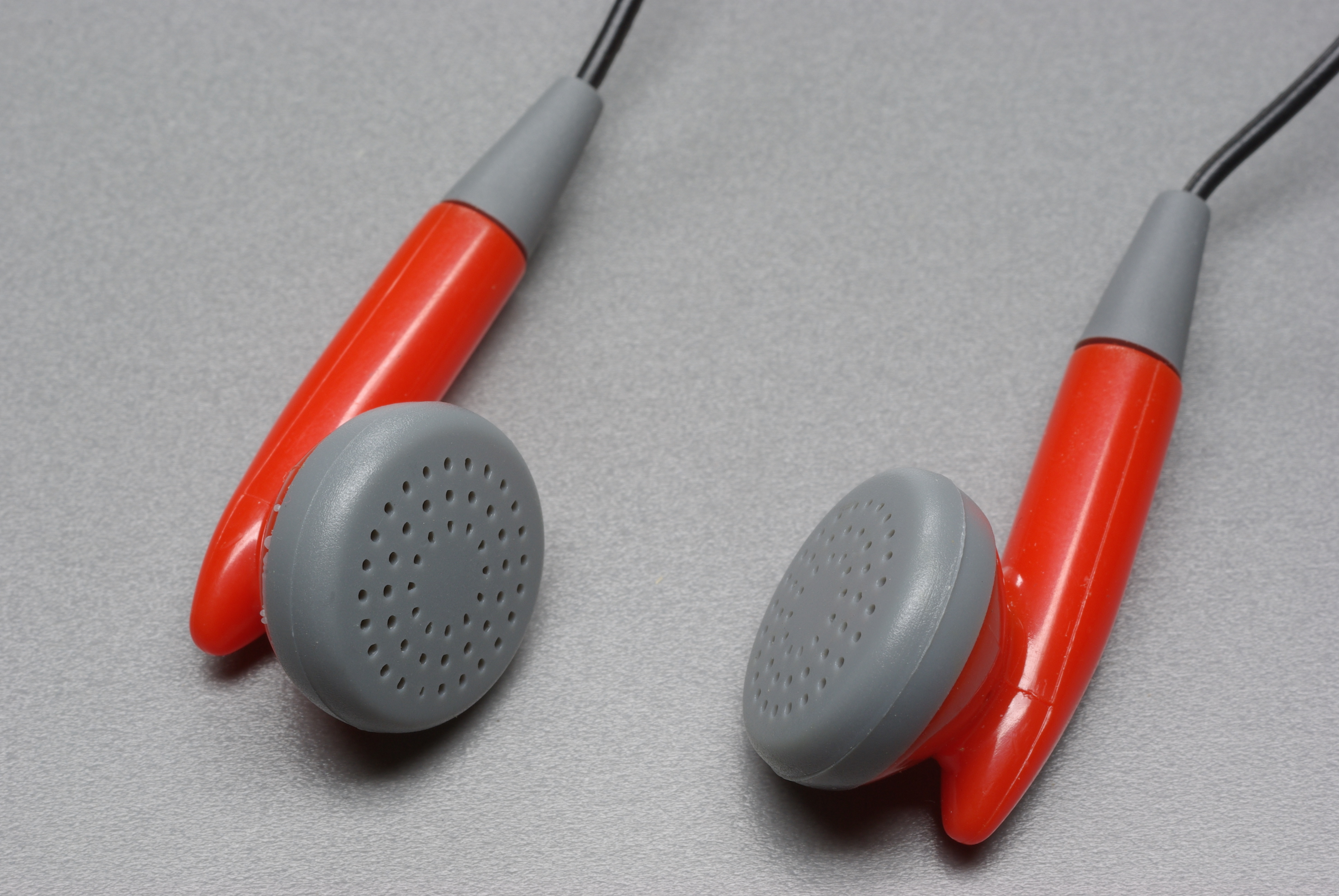
Earbud-Ohrhörer

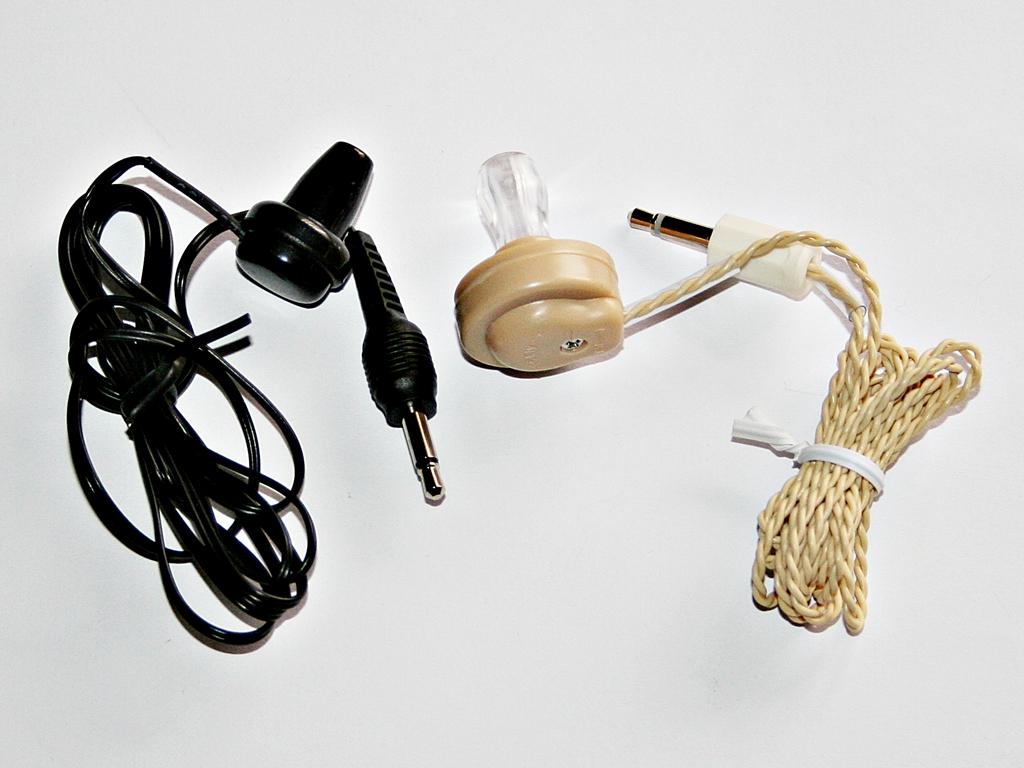
Kristallohrhörer (rechts) und dynamischer Ohrhörer (links)

- Gehörganghörer (intra-aural) bzw. in-ear headphones/canalphones (wortwörtlich auch „Im-Ohr-Kopfhörer“)

Die Ohrhörer werden in den Gehörgang eingeführt. Diese Variante wird beispielsweise beim In-Ear-Monitoring verwendet. Es gibt sie in verschiedenen Materialien wie Schaumstoff oder Silikon.
Im professionellen Bereich wird das In-Ear-Monitoring den Ohren jedoch individuell angepasst, indem der Hörer in eine Otoplastik aus Silikon oder Acryl eingearbeitet wird. Diese Maßanfertigung wird von Hörgeräteakustikern hergestellt. Sie sind sehr bequem und sicher zu tragen, langlebig, leicht zu reinigen und bieten die beste Isolation von Außengeräuschen.
- Earbud-Ohrhörer

oder auch Half-In-ear-headphones genannt, sind solche Ohrhörer, die in die Ohrmuschel (Pinna) eingesetzt werden. Manche Menschen empfinden das als unangenehm. Dafür sind sie platzsparend und geeignet für unterwegs.
Earbuds und intra-aurale Schallwandler können bei dauerhaft unangemessenen Lautstärkepegeln sehr leicht zu irreversiblen Schädigungen des Innenohrs führen, da die hohe Schallenergie direkt in den empfindlichen Gehörgang geleitet wird.
- Muschelkopfhörer

Diese Kopfhörer sind größer und werden über die Ohrmuscheln gelegt, sie werden in unterschiedlichen Varianten hergestellt:
- Ohraufliegende Kopfhörer (supra-aural), auch „on ear“
Die Kopfhörermuschel bedeckt das Ohr, umschließt es jedoch nicht.
- Ohrumschließende Kopfhörer (circum-aural), auch „over ear“
Die Kopfhörermuschel umschließt das Ohr vollständig, die Kopfhörertreiber nutzen über Schallreflexionen die gesamte Ohrmuschelanatomie.

Beide Kopfhörertypen sind je nach Nutzungsverhalten, Gewohnheiten oder Vorlieben entweder als geschlossenes oder als offenes Muschelsystem erhältlich. Die rückseitig geschlossene Kopfhörermuschel ist besser geeignet zur Abschirmung von störenden Außengeräuschen in konzentrierter Studioarbeit, die rückseitig offenen Kopfhörer verhindern durch den Luftaustausch eine unangenehme übermäßige Ohrerwärmung.
- Eine seltene Sonderform ist der Kopflautsprecher. Es handelt sich dabei um zwei kleine Lautsprecher, die über den Kopf gehängt werden und völlig frei die Ohren beschallen. Dadurch ist eine natürlichere Lokalisation (s. u.) möglich. Bekanntestes Modell ist der AKG K 1000.
- Ebenfalls selten ist der Knochenschall-Hörer, der Schwingungen an einen Knochen des Kopfes abgibt, die dann das Ohr wahrnimmt.

## Varianten von Muschelkopfhörern

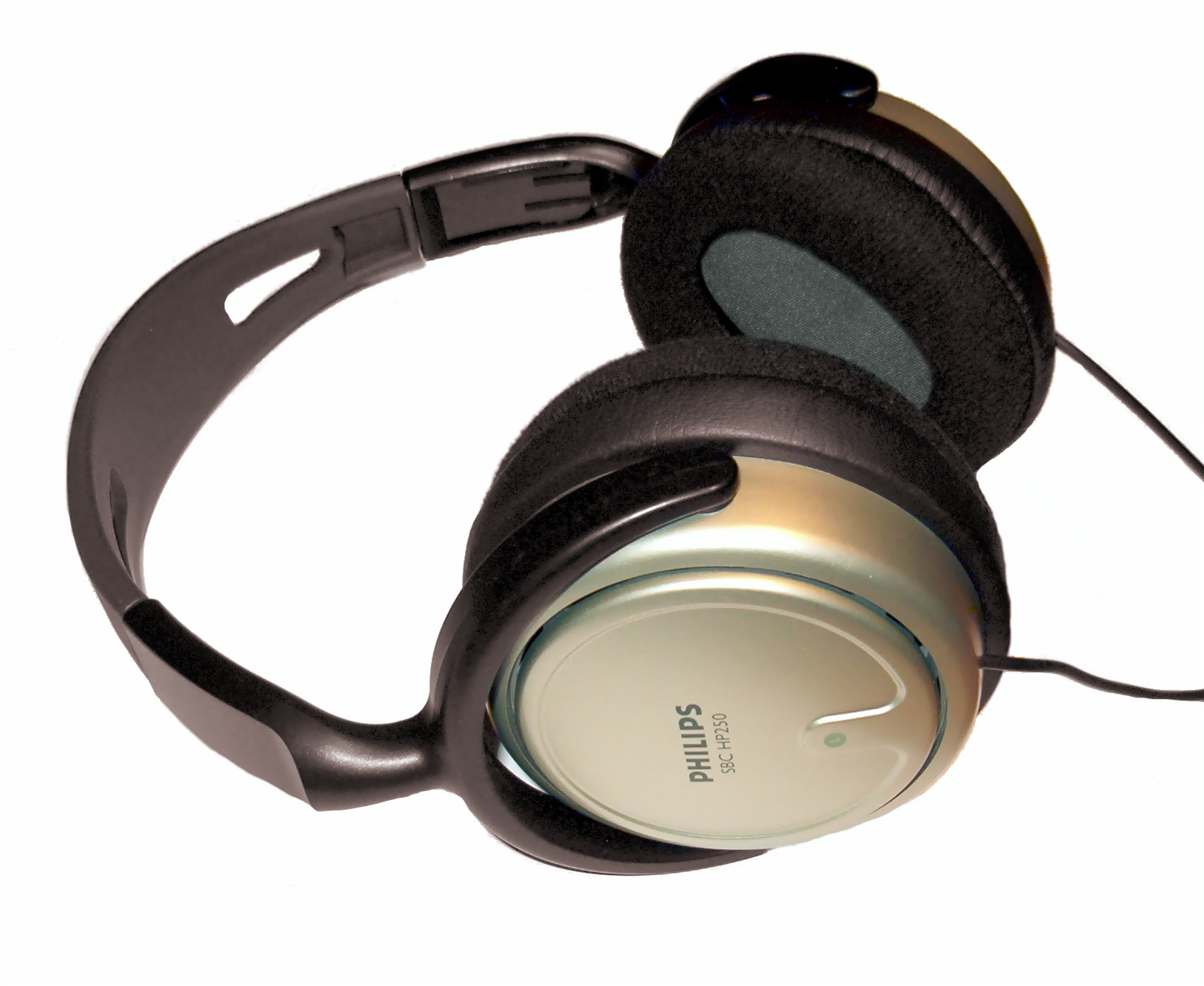
Geschlossener Kopfhörer

Die Bezeichnungen „offen“ und „geschlossen“ beziehen sich nicht darauf, ob ein Kopfhörer das Ohr umschließt oder aufliegt, sondern auf die Isolierung zur Umwelt. Auch ein ohrumschließender Kopfhörer kann offen sein, ein aufliegender auch geschlossen.
- Offener Kopfhörer

Bei der offenen Bauart bleibt die Verbindung zur akustischen Außenwelt durch den Kopfhörer hindurch erhalten. Zu diesem Zweck ist die Abdeckung der Hörmuscheln durchlässig; sie ist perforiert oder mit Schlitzen versehen und es werden eher durchlässige Materialien verwendet. Der Schall wird von der Membran sowohl in Richtung Ohr als auch nach außen abgegeben. Dadurch soll eine höhere Transparenz erreicht und der Klang räumlicher werden. Gleichzeitig findet ein besserer Wärmeaustausch statt, unangenehme Empfindungen wie Hitzestau oder Schwitzen werden reduziert. Nachteilig an dieser Bauart ist, dass die vom Kopfhörer und von der Umwelt erzeugten Schallwellen wechselseitig hörbar sind: Störgeräusche von außen dringen an das Ohr, umgekehrt dringt der wiedergegebene Schall nach außen und wird vom Umfeld gegebenenfalls als störend empfunden.
- Geschlossener Kopfhörer

Bei der geschlossenen Form wird das Ohr nach außen weitgehend abgeschirmt, der Schall strahlt nur Richtung Ohr ab. Im Bassbereich wird durch die Abschirmung mehr Druck aufgebaut. Die Konstruktion ist bei dieser Bauart vor allem aufgrund von Reflexionen komplizierter und damit bei gleicher Klangqualität teurer. Von Vorteil ist die höhere Unabhängigkeit von der Außenwelt, und zwar wiederum hinsichtlich lauter Umgebung als auch durch weniger störende Abstrahlung nach außen. Die durch fehlenden Luftaustausch entstehende Wärmeentwicklung kann bei längerem Tragen gelegentlich als unangenehm empfunden werden.
- Halboffener Kopfhörer

Halboffene Kopfhörer sollen die jeweiligen Vorteile der beiden anderen Bauweisen vereinen. Sie haben weniger (zum Teil extra gedämmte) Öffnungen nach außen als offene Kopfhörer.

## Schallwandlertechnik
Bei Kopfhörern gibt es wie bei anderen Lautsprechern auch verschiedene Systeme der Schallwandlung.

### Elektromagnetisch

Funktionsweise, schematisch

Das Konstruktionsprinzip stammt aus der Frühzeit der Audiotechnik und wurde sowohl für Lautsprecher als auch für Kopfhörer eingesetzt. Es wird typischerweise eine Membran aus Stahl bewegt, die den Schall direkt abstrahlt (siehe Bild). Der Strom vom Verstärker durchfließt zwei mit einem Permanentmagneten vormagnetisierte Spulen ähnlich einem Elektromagneten, dessen Magnetpole sich in geringem Abstand hinter der Stahlblechmembran befinden. Die Vormagnetisierung ist für die Schallwiedergabe essentiell, denn ohne sie würde die Membran mit der doppelten Frequenz schwingen (die Eisenmembran würde einmal bei der positiven und dann noch einmal bei der negativen Halbwelle angezogen). Durch die Vormagnetisierung erhält die Membran eine magnetische (wie auch mechanische) Vorspannung B0, zu der sich die Wirkwechselspannung addiert oder subtrahiert.
Solche Wandler wurden beispielsweise in der frühen Radiotechnik oder der militärischen Kommunikation eingesetzt; in Morse-Kopfhörern und Telefonhörern fanden sie ebenfalls Verwendung. Ihre Impedanz lag meist bei 2 bis 4 kΩ (Kiloohm). Sie konnten daher ohne Ausgangsübertrager bei Röhrenverstärkern oder in Detektorempfängern eingesetzt werden.
Wegen der schlechten Wiedergabequalität (sehr hoher Klirrfaktor, stark eingeschränkter Frequenzbereich usw.) werden elektromagnetische Wandler heute in der Regel nicht mehr verwendet.

### Elektrodynamisch

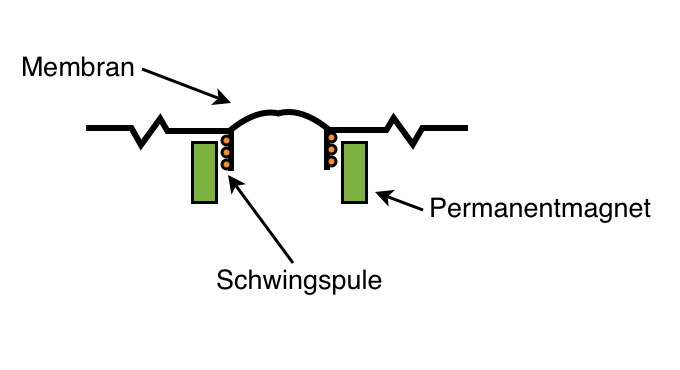
Bewegliche Spule

Wie bei einem dynamischen Lautsprecher entsteht die Schallwandlung aus der Bewegung einer vom Tonsignal gespeisten Spule in einem Magnetfeld: Eine Tauchspule im Membranzentrum befindet sich im engen Luftspalt eines am Kopfhörerrahmen montierten starken Permanentmagneten und wird bei angelegter Tonfrequenzspannung durch die Wechselwirkung von konstantem und variablem Magnetfeld zu longitudinalen Schwingungen angetrieben, die sich über die Membran an die umgebende Luft übertragen.
Zur Vermeidung von übermäßigen Partialschwingungen und aus Gründen der Materialträgheit wird die Treibermembran aus leichtem Material mit hoher Steifigkeit, beispielsweise Zellulose, Kunststoff oder Metall gefertigt.
Der elektrodynamische Membranantrieb ist heute am meisten verbreitet, er bietet kostengünstige Herstellung, unkomplizierten Betrieb und liefert beim aktuellen Stand der Technik und entsprechend hohem Konstruktionsaufwand zudem höchste Wiedergabequalität.

### Isodynamisch bzw. orthodynamisch oder Magnetostat
Die konstruktive Anordnung der Elemente des Schallwandlers ähnelt derjenigen eines elektrostatischen Gegentakt-Lautsprechers, bei dem sich eine konstant elektrisch aufgeladene Flachmembrane zwischen den mit der hochgespannten Tonfrequenz angesteuerten perforierten Statoren bewegt.
Beim isodynamischen Schallwandler hingegen erfolgt der Antrieb der Membrane durch die elektrodynamische Wirkung einer regulären Tonfrequenzspannung, die einer vom Zentrum der Membran nach außen schneckenförmig aufgeklebten bzw. aufgedampften Leiterbahn (eine flächige Spule) zugeführt wird. Die gleichmäßig eingespannte Membran bewegt sich dabei bei anliegender NF-Spannung in einem homogenen Magnetfeld zwischen den wegen des Druckausgleichs gelochten Polplatten zweier sich gegenüber liegenden Dauermagneten bzw. mehrerer flächig angeordneter Magnetstäbe.
Ein angemessener Wirkungsgrad der isodynamischen Treibersysteme lässt sich nur mit relativ großen und damit schweren Magnetscheiben mit hoher magnetischer Energiedichte erzielen, was ein ungewöhnlich hohes Gewicht und einen ungünstigen Tragekomfort des Kopfhörers zur Folge hat.

### Balanced-Armature-Schallwandler

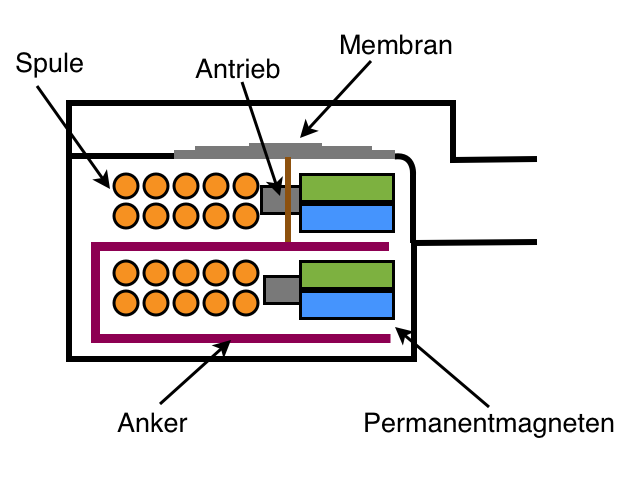
Balanced-Armature-Schallwandler

Das Balanced-Armature-Schallwandler-Design („BA“, wörtlich: ausgewogener Anker) soll in erster Linie den elektrischen Wirkungsgrad durch den Wegfall der Belastung auf die Membran erhöhen, wie es charakteristisch für viele andere Antriebsarten ist. Das BA-Prinzip besteht aus einem Permanentmagneten und einem genau in dessen Magnetfeld zentrierten, beweglich gelagerten Anker. Im Zentrum des Magnetfelds gibt es keine resultierende Kraft auf den Anker, daher der Begriff „ausgewogen“. Wenn nun Strom durch die Spule des Ankers fließt, magnetisiert der Anker, so dass er leicht in die eine oder andere Richtung bewegt wird. Die Membran ist mit einem Antrieb am Anker befestigt und erzeugt daraufhin Schallwellen.
Das Design ist mechanisch nicht stabil, und der Anker würde, vom Permanentmagneten angezogen, haften bleiben. Daher ist eine relativ steife Membran mit hoher Rückstellkraft erforderlich, um den Anker in der „Balance“ zu halten. Obwohl das die Effizienz negativ beeinflusst, kann diese Konstruktion besser als jede andere aus wenig Strom Klang erzeugen. Bereits in den 1920er-Jahren wurde dieses Prinzip als „Baldwin Mica Membran-Funkkopfhörer“ vorgestellt.
Heute werden sie normalerweise in Ohrkanalhörern (In-Ear-Ohrhörern) und Hörgeräten auf Grund ihrer geringen Größe und niedrigen Impedanz verwendet. Sie sind in der Regel auf den Hörbereich des Menschen begrenzt (ca. 20 Hz bis 16 kHz) und erfordern eine höhere Abdichtung als andere Arten von Treibern, um ihr volles Potenzial zu liefern. High-End-Modelle können mehrere BA-Treiber verwenden, um das Klangspektrum besser darstellen zu können. Mit Hilfe einer passiven Frequenzweiche werden diese zu einem Gesamt-Klangbild kombiniert.
Es gibt auch Modelle, welche BA-Treiber mit klassischen Spulenmembran-Treibern für den Bassbereich kombinieren.

### Elektrostatisch

Funktionsprinzip eines elektrostatischen Gegentakt-Schallwandlers, Ansteuerung mit Step-Up-Übertrager

Das Prinzip des elektrostatischen Antriebs (siehe auch Elektrostatischer Lautsprecher) arbeitet wie ein umgekehrt betriebenes Kondensatormikrofon. Der Antriebsmechanismus besteht aus einer dünnen, leitfähig beschichteten Polyester-Membranfolie, die mit der positiven Vorspannung (Bias oder EHT) einer Hochspannungskaskade konstant elektrisch aufgeladen wird und zwischen zwei perforierten Metallplatten – den Statoren – eingespannt ist. Für einen angemessenen Wirkungsgrad des Membranantriebs ist eine hohe Antriebsspannung notwendig, die ein besonderer Step-Up-Übertrager zur Verfügung stellt, der primärseitig direkt an die niederohmigen Lautsprecherausgänge eines regulären Audioverstärkers mit ausreichender Ausgangsleistung angeschlossen wird.
Neuere Modellvarianten arbeiten ohne den übertragungstechnisch ungünstigen Transformator mit speziell konzipierten Kopfhörerverstärkern zusammen, die zur Erzeugung eines angemessenen Lautstärkepegels mit sehr hohen symmetrischen Versorgungsspannungen von etwa ± 500 Volt betrieben werden müssen. Die hochgespannte Tonfrequenz wird beiden perforierten Statoren zugeführt und bewegt vollflächig durch die wechselnden Bedingungen des elektrischen Feldes die vorgeladene Membranfolie.
Trotz des relativ einfachen Aufbaus des Schallwandlers ist der elektrostatische Kopfhörer durch den höheren Betriebsaufwand in der Regel teurer als ein Modell mit elektrodynamischem Antrieb.
Durch seine extrem dünne und damit leichte Membran, die oft nur wenige Mikrometer dick ist, reicht der Frequenzumfang von elektrostatischen Kopfhörern normalerweise weit über die Hörbarkeitsgrenze von ca. 20 kHz hinaus; die nahezu trägheitslose Reaktion der Membran macht den Schallwandler außerordentlich impulstreu, was einer hohen Auflösung der Rauminformationen des Signals zugutekommt. Zudem bietet das isoplanare Schwingungsverhalten der Membran ein Minimum an Partialschwingungen und trägt damit bei optimaler Konzeption zum besonders natürlichen und klaren Klangresultat des elektrostatischen Kopfhörers bei.
Elektrostatische Kopfhörer werden zwar üblicherweise mit Spannungen von 100 V bis über 1 kV betrieben und befinden sich dabei auf dem Kopf des Hörers, durch die extrem geringen Ströme gilt ihre Verwendung dennoch als sicher. Der bekannteste Hersteller ist das Unternehmen Stax Ltd Derartige Systeme werden von Audiophilen geschätzt, sie sind jedoch aufwändiger in der Herstellung und dementsprechend höher im Preis.

### Piezoelektrisch
Piezoelektrische Wandler haben typischerweise einen hohen Wirkungsgrad und eine geringe Klangqualität (kaum Tiefenwiedergabe, ausgeprägte Resonanzen). Die Impedanz ist hoch (frequenzabhängig, mehrere Kiloohm). Sie fanden beispielsweise Anwendung als sogenannte Kristallohrhörer für Detektorempfänger.

## Signalanschluss (Übertragungstechniken)

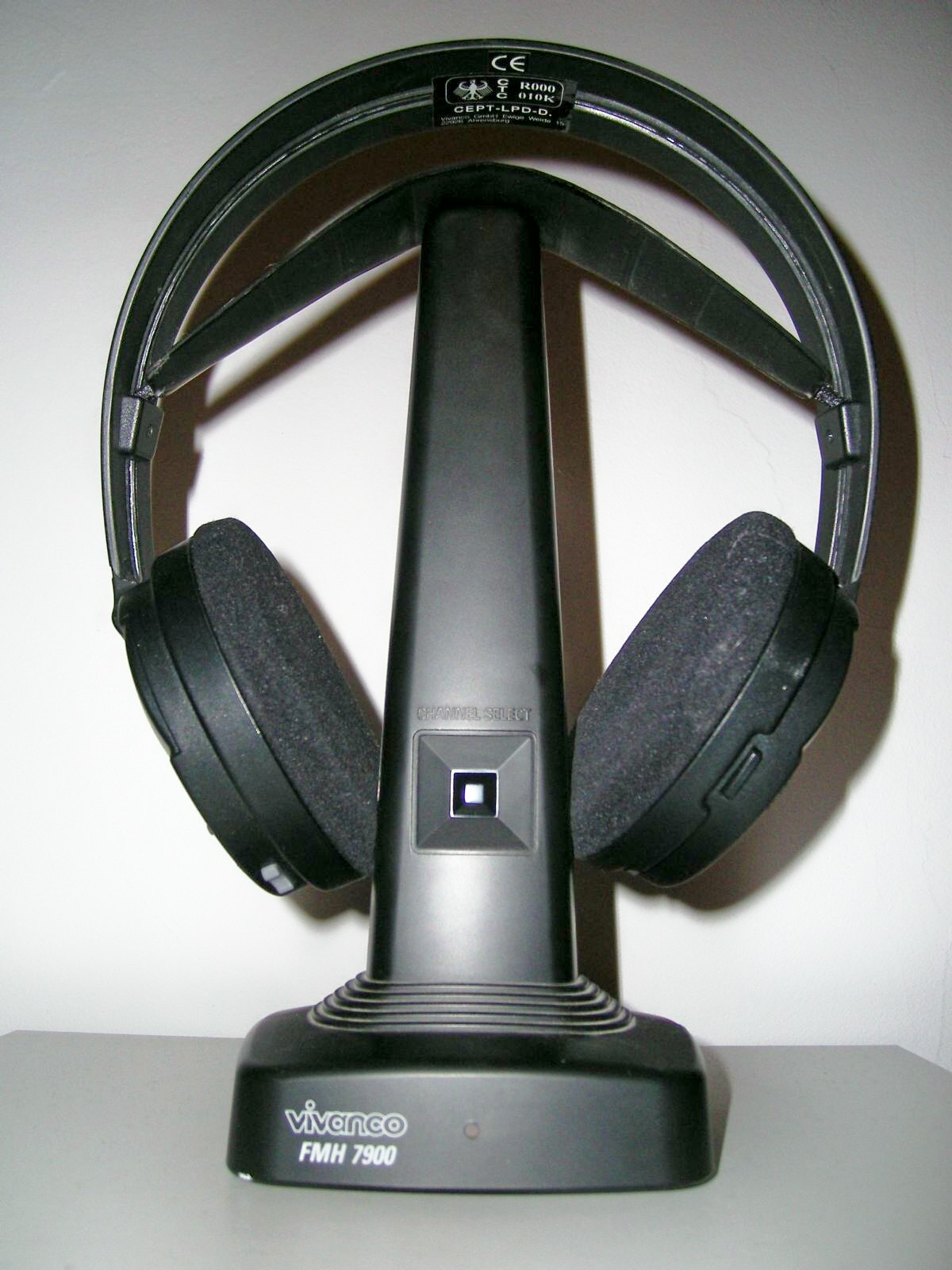
Analoger Funkkopfhörer: in der Auflage sind Modulator, Sender und Antenne untergebracht

- Kabelgebundene Kopfhörer (passiv)

Hier wird das Signal durch ein Kabel an die Spulen oder Elektroden geleitet. Der Kopfhörer ist passiv.
- Kabelgebundene Kopfhörer (USB)

Kopfhörer mit USB-Anschluss beinhalten eine minimale USB-Soundkarte, integriert entweder im USB-Stecker oder im Kopfhörer selbst.
- Kopfhörer für Induktionsschleifen

Die früheste kabellose Signalübertragung zu Kopfhörern besteht aus einer im Raum umlaufenden Induktionsschleife, die direkt mit dem verstärkten NF-Signal gespeist wird. Zum Empfang benötigen die Kopfhörer im einfachsten Fall ebenfalls nur eine Spule, in der durch das Magnetfeld der Induktionsschleife eine NF-Spannung induziert wird. Weiterhin gab es auch kleine Hörhilfen mit Akku, Spule und Verstärker zum Anschluss eines Ohrhörers.
- Infrarot-Kopfhörer

Das Signal wird (in der Regel) analog frequenzmoduliert oder digital kodiert mit einem LED-Infrarotsender zum Kopfhörer übertragen. Eine Sichtverbindung zwischen Sender und Empfänger (Kopfhörer) ist nötig. Wird das Signal digital übermittelt, muss es erst noch durch einen D/A-Wandler in ein Analogsignal umgewandelt werden. Handelt es sich um ein analoges Signal, übernimmt ein FM-Demodulator die Umwandlung.
In den Kopfhörern sind IR-Empfänger und Verstärker integriert, als Energiequelle dient meist ein Akku.
- Analoge Funkkopfhörer

Wie beim Infrarot-Kopfhörer wird das Signal drahtlos übermittelt. Statt Infrarot werden jedoch Funkwellen verwendet. Je nach Hersteller und Modell unterscheiden sich die Übertragungsfrequenzen, es sind jedoch nur bestimmte Frequenzbereiche zugelassen. Funkkopfhörer/Sender sind untereinander oft nicht kompatibel.
Bei Funkkopfhörern wird das Signal in der Regel per FM übermittelt. Ein FM-Demodulator übernimmt die Umwandlung in ein Audio-Signal. Als Energiequelle dient meist ebenfalls ein Akku.
- Digitale Funkkopfhörer

Hier wird das Funksignal nicht analog, sondern digital (beispielsweise über Bluetooth) übertragen. Das empfangene Signal wird erst vom eingebauten D/A-Wandler des Kopfhörers in ein analoges Tonsignal umgewandelt – die Umsetzung möglichst nah am Lautsprecher minimiert das oft als störend empfundene Signal- und Ruherauschen und ermöglicht die störungsfreiste Wiedergabe. Die bei analogen Tonquellen zusätzlich erforderliche A/D-Wandlung wirkt sich wiederum nachteilig auf die Qualität aus. Auch diese Kopfhörer benötigen meist einen Akku. Häufig sind diese mit Bedienknöpfen ausgestattet, um das Anhalten der Wiedergabe, das Annehmen oder Ablehnen von Anrufen, und das Springen zum vorherigen und nächsten Mediendatei ohne einem Griff zum Hostgerät zu ermöglichen.
(Die Vorteile der Lautsprecher-nahen Digital-Analog-Umsetzung gelten ebenso für digital übertragende IR-Köpfhörer.)

## Impedanz
Der elektrische Widerstand gegen einen Wechselstrom ist die Impedanz (lateinisch »impedire« = hemmen, hindern). Hierbei handelt es sich um das Verhältnis von der Spannung zur Stromstärke an einer Leitung bzw. einem Bauteil. Beim Kopfhörer ist dieses Bauteil die Schwingspule. Die Impedanz wird in Ohm (Ω) gemessen.
- Niederohmige Kopfhörer: Die Impedanz des Kopfhörers liegt im Bereich 4–100 Ω: Elektromagnetische und elektrodynamische Kopfhörer, Ohrhörer
- Mittelohmige Kopfhörer: Die Impedanz liegt im Bereich 100–1000 Ω: Elektromagnetische und elektrodynamische Kopfhörer
- Hochohmige Kopfhörer: Die Impedanz liegt im Bereich 1–4 kΩ: Elektromagnetische Kopfhörer unter anderem für Detektorempfänger (veraltet). Bei piezoelektrischen Kopfhörern ist die Impedanz je nach Frequenz noch höher.

Grundsätzlich eignen sich niedrigohmige Kopfhörer für batteriebetriebene Geräte während mittel- und hochohmige Kopfhörer eher für stationäre Anlagen gedacht sind.

## Kopfhörer mit aktiver Geräuschunterdrückung

T_{0}: Störschall; T_{2}: Phasenverkehrte Aufnahme des Störschalls; T_{1}: Ideale Rauschelimination durch Addition von T_{0} und T_{2}. (In der Praxis ist eine vollständige Löschung des Störschalls ohne „Überbleibsel“ nicht umsetzbar.)

Seit einigen Jahren gibt es Kopfhörer mit aktiver Geräuschreduktion auf Basis der Antischall-Technik. Ein Mikrofon an der Außenseite des Kopfhörers nimmt die Außengeräusche auf. Mithilfe elektronischer Bauteile wird die gegenphasige Schwingung ebenjener Geräusche erzeugt. Dieses Signal wird dann dem Audiosignal des eigentlichen Kanals beigemischt. Der Störschall und das beigemischte Signal löschen sich nun aus. Mit dieser Technik ist es möglich, insbesondere tieffrequente Störgeräusche aktiv zu eliminieren. Diese Technik wird schon lange in den Kopfhörern von Flugzeugpiloten zur Geräuschverminderung eingesetzt. Durch das hauptsächliche Ausschalten der tieffrequenteren Störgeräusche konnte der Schallpegel in den Kopfhörern der Piloten und damit die gesundheitliche Belastung gesenkt werden.
Solche Kopfhörer erlauben Musikhören bei geringerer Lautstärke und damit einen geringeren Lärmpegel.
Eine einfachere und wirkungsvollere Unterdrückung von Störgeräuschen ist die Verwendung von geschlossenen, ohrumschließenden Kopfhörern. Bei geeigneter Konstruktion sind insbesondere oberhalb von 500 Hz höhere Dämpfungen als mit aktiver Geräuschunterdrückung möglich. Diese Art der Abschirmung funktioniert auch bei höheren Pegeln.

## Richtungsinformationen bei Kopfhörerwiedergabe

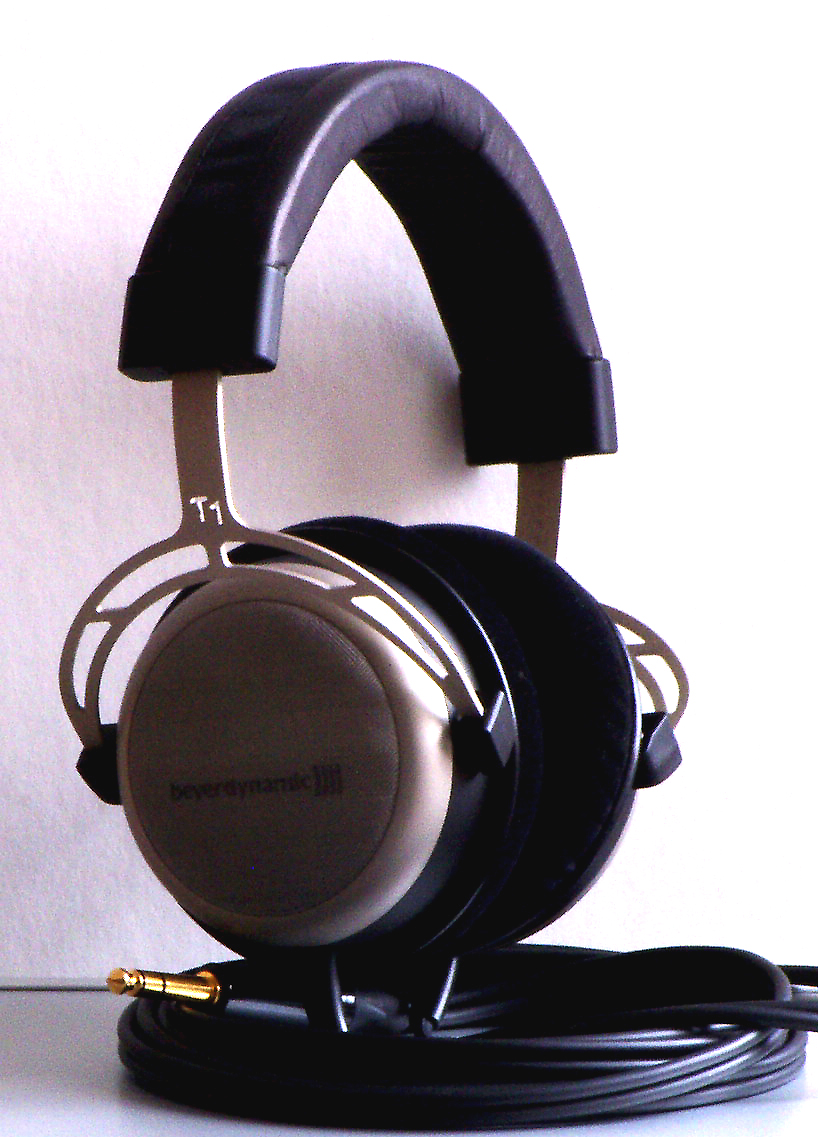
Elektrodynamischer Referenzkopfhörer T1 von Beyerdynamic

Der von den Kopfhörertreibern abgegebene Schall wirkt ausschließlich direkt auf das der jeweiligen Kopfhörermuschel zugeordnete Ohr und nicht auf den Kopf und auf beide Ohren, wie beim natürlichen Hören. Bei den intra-auralen Ohrhörern wird zudem die für die Wahrnehmung wichtige komplizierte akustische Filterwirkung der bei jedem Individuum unterschiedlich geformten Ohrmuschelanatomie außer Kraft gesetzt.
Damit fehlt dem Gehirn die für eine angemessenen Schallauswertung notwendige HRTF, insbesondere die für die akustische Lokalisierung der Schallquellen unabdingbaren Richtungsinformationen: Statt einer natürlichen Vorne-Ortung entsteht durch die bauartbedingte strikte Trennung der beiden Stereosignale durch den Kopfhörer eine unnatürlich wirkende Im-Kopf-Lokalisation. Zur Verminderung dieser IKL existieren diverse unterschiedliche Lösungsansätze, die von einer einfachen leichten Anwinkelung der Kopfhörertreiber über die Kopfhörertechnologie S-Logic des Herstellers Ultrasone bis hin zu komplexeren elektronischen Manipulationen wie dem nachträglichen Hinzumischen der für die Richtungswahrnehmung entscheidenden Signalanteile des jeweils anderen Stereokanals (Crossfeed), mit DSP-Hardware simulierte akustische Richtungsmischer oder dem Dolby-Headphone-Verfahren reichen.
Auch die Diffusfeldentzerrung trägt zu einem deutlich räumlicheren Eindruck und einer verbesserten Vorn-Hinten-Lokalisation (Außerkopf-Lokalisation) bei: Dabei wird die Linearität des Kopfhörers nicht auf eine Direktschallquelle, sondern entsprechend dem natürlichen Hören auf viele Schallquellen aus verschiedensten Winkeln abgestimmt, die ein diffuses Schallfeld erzeugen (Empfehlung ITU-R BS.708 der Internationalen Fernmeldeunion; siehe Glossar Hifi-Forum).
Bei Kunstkopf-Stereofonie (Wiedergabe von binauralen Tonaufnahmen, die über einen Kunstkopf gemacht wurden) ist Kopfhörer-Wiedergabe zwingend erforderlich.
Experimente zur Funktionsweise der Richtungslokalisation des menschlichen Gehörs werden überwiegend über Kopfhörer gemacht. Dafür gibt es den Ausdruck Lateralisation, um differenzierte Testsignale getrennt den Ohren darzubieten und ihre Auswirkungen auf die seitliche Auslenkung (Hörereignisrichtung) zu untersuchen.

## Anschluss und Verstärkung

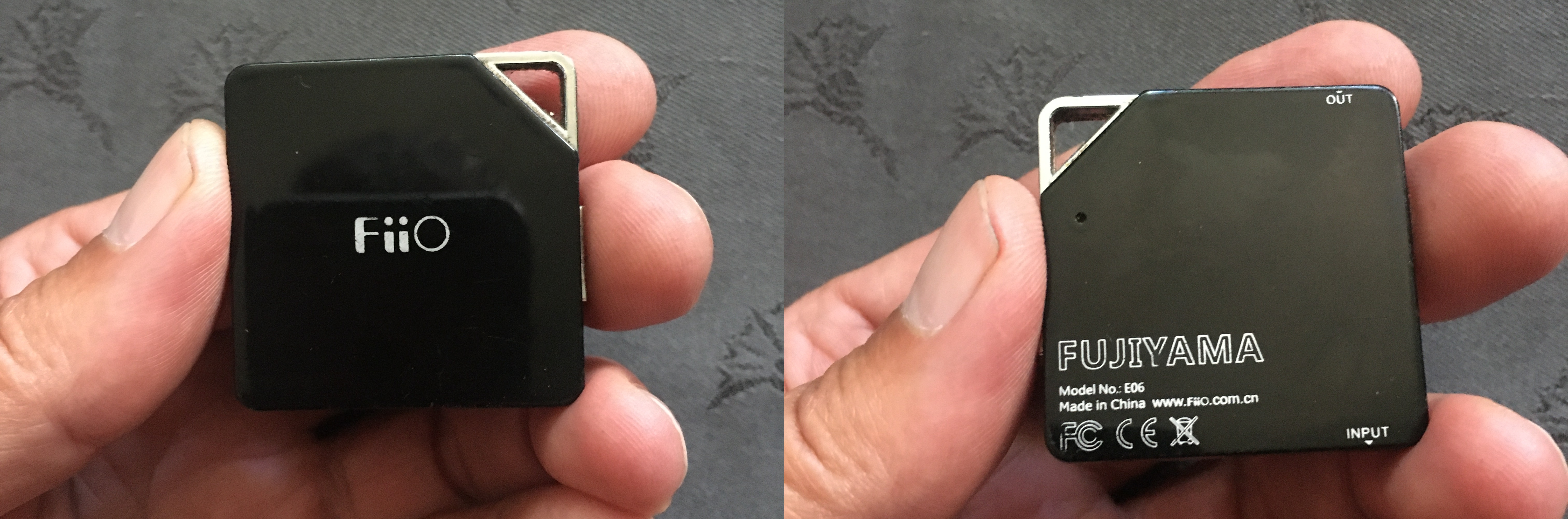
Ein Miniatur-Audio-Leistungsverstärker (Booster), um die Ausgangsleistung von Smartphones und ähnlichen Geräten für Kopfhörer zu verstärken. Die Kantenlänge ist 4 cm, bei einem Gewicht von 16 Gramm liegt die maximale Ausgangsleistung bei ca. 0,1 W an 32 Ohm.

Da Kopfhörer üblicherweise passive Systeme sind, müssen sie in den meisten Fällen an einen Verstärker angeschlossen werden, um ein Signal in akzeptabler Lautstärke erzeugen zu können. Der Anschluss von Stereokopfhörern erfolgt dabei in der Regel über ein unsymmetrisches Stecksystem mit gemeinsamer Masse wie beim regulären 3-Pol-Klinkenstecker mit dem Durchmesser 6,3 oder 3,5 Millimeter (bei Kleingeräten wie Diktiergeräten, MP3-Playern oder Handys oft auch 2,5 Millimeter). Beim Betrieb von Stereokopfhörern mit symmetrischem Verstärkerkonzept ist wegen der getrennten Masseführung der beiden Stereokanäle ein vierpoliges Stecksystem (beispielsweise vierpolige XLR-Stecker) notwendig.
Bei früheren Systemen wurden auch fünfpolige DIN-Würfelstecker (um 180° drehbar mit Lautsprecherabschaltung), Lautsprecherstecker gemäß DIN 41529 (auch kaskadierbar) oder einfach Bananenstecker verwendet. Ausnahmen sind zum Beispiel Detektorempfänger und alte Telefonanlagen mit Kohlekörnermikrophonen, die ohne Verstärker auskommen.
Die Kopfhörerbuchsen tragbarer Musikabspielgeräte oder Verstärker werden oft durch niederohmige NF-Verstärker gespeist, wodurch sich Kopfhörer mit geringerer Eingangsimpedanz bei ausreichendem Pegel und guter Dämpfung betreiben lassen. Hochohmige Verstärker wie zum Beispiel Röhrenverstärker haben Ausgangsimpedanzen von teilweise 100 Ohm, was Kopfhörer mit höherer Impedanz notwendig macht, um annähernd ähnliche Dämpfungswerte zu erreichen. Da niederohmige Kopfhörer weniger Leistung brauchen, um gleiche Pegel zu erreichen, haben tragbare Musikabspielgeräte mit ihnen längere Akkulaufzeiten. Elektrostatische Kopfhörer benötigen eine höhere Spannung (beispielsweise 280 oder 580 Volt) und müssen daher an eigene Speisegeräte oder per Übertrager an die Lautsprecherausgänge eines Voll- oder Endverstärkers angeschlossen werden.

## Marktvolumen und Verbreitung
2020 gaben in einer repräsentativen Umfrage sieben von zehn (71 Prozent) Bundesbürgern ab 16 Jahren an, Kopfhörer zu besitzen. Das entspricht in etwa dem Vorjahreswert (70 Prozent). Besonders verbreitet sind Ohrhörer mit Kabel (46 Prozent Anteil am Kopfhörerbesitz in Deutschland), es folgen komplett kabellose True-Wireless-Modelle (24 Prozent) und Ohrstöpsel, die untereinander mit einem (Nacken-)Kabel verbunden sind, aber kabellos mit dem Wiedergabegerät verbunden werden (19 Prozent). 18 Prozent besitzen kabellose Muschelkopfhörer, 15 Prozent deren kabelgebundene Variante. Im Jahr 2012 wurden in Deutschland 11,1 Millionen Kopfhörer verkauft, die 306 Millionen Euro Erlös erzielten.

## Soziale Dimension
Das Tragen eines Kopfhörerers bewirkt eine Abgrenzung der Träger zur Außenwelt und impliziert einen spezifischen sozialen Code. Bei DJs im Clubkontext wird der Kopfhörer zum Identifikationsmerkmal der Künstler. Immer mehr wird auch die Optik bestimmter Modelle zum modischen Statement.

## Einfluss auf die Musikproduktion und Performance
Durch die Erfindung des Kopfhörers wurden für die Musikproduktion neue Möglichkeiten erschlossen, so kann etwa ein Schlagzeug beim Aufnahmeprozess über Kopfhörer einem Metronom folgen, ohne das von den Mikrofonen aufgenommene Signal zu korrumpieren. Auch die Praxis zeitgenössischer DJs ist ohne die Verwendung von Kopfhörern zum Pre Fader Listening des nächsten Tracks im Mix kaum denkbar.

## Gefahr durch Kopfhörer

NIHL-Warnzeichen

Auch wenn die Fähigkeit von Kopfhörern zum Erzeugen von Hörschäden gut belegt ist, so ist bis heute nicht klar, inwieweit diese tatsächlich an der Verbreitung von Hörschäden unter Kindern und Jugendlichen beteiligt sind. Die Studien dazu ergeben kein eindeutiges Bild. So können unterschiedlichen Studien zufolge Kopfhörer in Verbindung mit MP3-Playern o. ä. Geräten in der Lage sein, sehr hohe und potentiell schädliche Lärmpegel bis zu 126 dB am Trommelfell zu erzeugen. Besonders bei Lautstärkeeinstellungen über 60 % sei zur Vorsicht geraten.
Obwohl die Verbreitung von Kopfhörern kontinuierlich seit Mitte des 20. Jahrhunderts zugenommen hat, konnte bei großen Gesundheitsumfragen in den USA zwischen 1988 und 1994 und 2005/2006 kein oder höchstens ein geringer Anstieg der Prävalenz von Hörverlusten unter Jugendlichen festgestellt werden. Als weitere Ursache für den geringen Anstieg der Prävalenz werden auch andere Lärmquellen, wie zum Beispiel der Besuch von Diskotheken, diskutiert.
Zur Messung der Belastung der Ohren durch Kopfhörer können laut Physikalisch-Technischer Bundesanstalt sogenannte Kunstköpfe eingesetzt werden. Als maximale Lärmschwelle wird in der Literatur ein Pegel von 85 dB über acht Stunden angegeben, ab dem mit irreversiblen Hörschäden zu rechnen ist. Dies entspricht beispielsweise 88 dB über vier Stunden, 91 dB über zwei Stunden und so weiter (siehe auch Lärmschwerhörigkeit).
Besonders heimtückisch ist, dass Hörverlust, verursacht durch Lärm oder zu laute Musik im Gegensatz zum Knalltrauma meistens schleichend entsteht. Bemerkt man eine Verschlechterung des eigenen Hörvermögens, ist es meistens schon zu spät. Häufig wird Hörverlust auch durch Tinnitus (Klingeln in den Ohren) begleitet. Hörverlust und auch Tinnitus gelten als unheilbar, die Medizin ist (Stand: 2024) nicht in der Lage Gehörschäden zu heilen. Eine verantwortungsbewusste Nutzung von Kopfhörern ist daher in jedem Fall zu empfehlen, um Gehörschäden vorzubeugen.